# الدلیبه
الدلیبه (به عربی: الدلیبة) یک روستا در کشور سوریه است که در ناحیه عین حلاقیم واقع شده‌است. الدلیبه ۱٬۵۶۶ نفر جمعیت دارد.